# Pelargoderus basalis
Pelargoderus basalis là một loài bọ cánh cứng trong họ Cerambycidae.